# 守口市駅
守口市駅（もりぐちしえき）は、大阪府守口市河原町にある、京阪電気鉄道京阪本線の駅。駅番号はKH11。

## 歴史
京阪開業と同時に駅が開業、電車に送電する変電所も併設された。大正時代・駅の京都側に網島より車庫と車両工場が移設され、昭和初期には「野江の七曲り」と言われた守口-野江間の直線への付け替えと立体交差化、さらに複々線化が実施された。この間、1931年には大阪市電都島守口線が守口市に乗り入れている（1969年廃止）。
戦後は守口（1971年に守口市に改称）- 寝屋川信号所間の高架複々線化が1970 - 1980年代に実施され、それに伴い車庫と車両工場は寝屋川市の寝屋川車庫に移転統合された。それらの施設の跡地に京阪百貨店や駅前広場「カナディアンスクエア」が整備された。この時期には平行路線として大阪市営地下鉄谷町線（現・Osaka Metro谷町線）が延長されている。

### 年表
- 1910年（明治43年）4月15日：京阪本線開通と同時に守口駅として開業。
- 1918年（大正7年）3月1日：当駅の京都側に守口車庫が竣工[2]。
- 1931年（昭和6年）10月14日：当駅から蒲生（現在の京橋）駅まで専用軌道化[2]。
- 1933年（昭和8年）12月29日：当駅から蒲生信号所まで複々線化[2]。
- 1934年（昭和9年）9月21日：室戸台風で、隣接する守口車庫の木造検車庫が半壊（修復に桂車庫の検車庫を移築[2]）。
- 1943年（昭和18年）10月1日：会社合併により京阪神急行電鉄（現・阪急電鉄）の駅となる。
- 1944年（昭和19年）7月16日：急行停車駅となる[3]。
- 1946年（昭和21年）2月15日：大戦末期廃止されていた急行運転が再開、しかし急行通過駅となる[4]。
- 1949年（昭和24年）12月1日：会社分離により京阪電気鉄道の駅となる。
- 1955年（昭和30年）11月15日：拡張工事竣工[5]。
- 1964年（昭和39年）
  - 4月1日：京阪守口ビル竣工[6]。
  - 8月12日：橋上駅舎完成[5]。
- 1971年（昭和46年）6月20日：守口市駅に改称[5]。
- 1972年（昭和47年）
  - 2月2日：隣接していた守口工場・守口車庫が廃止、車庫線の一部は留置線として高架化まで使用された。
  - 11月28日：土居 - 寝屋川信号所間の高架複々線化工事着工、守口市駅を京都側の守口車庫の跡地に仮駅建設工事着手[7]。
- 1976年（昭和51年）8月22日：守口車庫跡地に造られた仮駅舎使用開始[7]。
- 1979年（昭和54年）4月15日：京都行きホーム高架化[7]。
- 1980年（昭和55年）
  - 3月23日：朝夕を除いて急行・準急が停車するようになる[7]。
  - 6月8日：大阪行きホーム高架化[8]。
- 1982年（昭和57年）3月29日：高架化工事竣工[9]。
- 1985年（昭和60年）
  - 10月1日：途中下車指定駅に[10]（1995年11月で途中下車指定駅制度が廃止）。
  - 10月6日：駅前バスターミナルが完成、京阪バスが乗り入れ開始[11]。
  - 10月12日：守口工場・守口車庫跡地に京阪百貨店1号店開業[12]、残り用地は駐車場に使用。
  - 12月7日：「エル守口」営業開始[13]。
- 1990年（平成2年）7月1日：上下各ホームにある待合室を冷房化[14]。
- 1993年（平成5年）7月31日：「エル守口・グルメスクエア」営業開始[15]。
- 1994年（平成6年）11月：駅事務所でコインFAXに因るファクシミリサービス開始[16]。
- 1998年（平成10年）
  - 9月：東口・西口のトイレに「多目的トイレ」を設置[17]。
  - 10月22日：京都行きプラットホームに売店が開店[18]。
  - 12月2日：西口に直結する京阪守口ビル1F2Fにグルメゾーン「QUONE」オープン[19]。
  - 12月18日：改札内にATM設置（旧大和銀行）[18]。
  - 12月21日：東口前にコンビニ4号店「アンスリー守口」開業[20]。
- 2004年（平成16年）12月：ホーム東口側に車イス対応エレベーター2基・コンコース地上間に1基を設置[21]。
- 2005年（平成17年）12月3日：「けいはんインフォステーション」新設[22]。
- 2006年（平成18年）
  - 3月17日 - 駅構内に『ユニクロ京阪守口店』開店[23]。
  - 12月：ホーム異常通報装置を設置[24]。
  - 12月21日：継続定期のみ利用可能な自動定期券発行機を試験導入、翌年2月1日より使用開始[25]。
- 2007年（平成19年）
  - 2月1日：自動定期券発行機を使用開始[25]。
  - 7月9日：新規購入も可能な自動定期券発行機を導入、使用開始[25]。
- 2008年（平成20年）
  - 6月26日：改札内に週代わりスイーツ販売店「SWEETS BOX」開業。
  - 10月19日：新たに設定された快速急行の停車駅となる（通勤快急は通過）。急行が深夜急行との分離に伴い終日停車となる。準急が通勤準急との分離に伴い終日停車となり、これにより平日朝ラッシュ時に区間急行より停車駅の少ない種別が停車しない状態が上りのみ解消される。
- 2016年（平成28年）
  - 3月15日：事故情報などをリアルタイムに知らせる「旅客案内ディスプレー」を設置[26]。
  - 8月：関西で初めて駅構内に宅配便受け取りロッカーを設置[27]。
- 2024年（令和6年）
  - 11月9日：3番線ホームで可動式ホーム柵の使用を開始。
  - 11月30日：2番線ホームで可動式ホーム柵の使用を開始。

### 電力設備
開業時に電車線専用の変電所が守口駅の側に建設され、1932年（昭和7年）12月に守口変電所に1000kWの蓄電池が設置、使用開始した。が翌年の室戸台風で守口車庫や駅が破損して新京阪線のように電力会社からの送電再開前に電車を走らせることはできなかった。
戦後、旅客の増加に併せて1961年（昭和36年）3月17日に守口変電所が更新され、京阪初のシリコン整流器で直流化された（それまでは回転変流器か水銀整流器で直流化）。その後の複々線高架化で移設され、2018年現在、高架区間の耐震補強に併せて2020年完成を目指して守口市駅の京都側で変電所の更新移設工事が行われている。

### 高架複々線化工事
現在では守口市駅は高架化されているが、1933年12月に蒲生信号所から守口駅までが複々線立体交差化された時点では地上駅で大阪側には踏切も存在した、また完成時期が世界恐慌の真っ最中で新京阪線（現阪急京都線）の待避線・ポイントを撤去して転用したといわれている。
1970年3月に守口（現・守口市）駅 - 新門真（現・門真市）駅間の複々線高架化の認可申請をした段階では守口駅の京都側から高架化される計画で1972年（昭和47年）の高架化工事着工時にも守口市駅の高架化の認可はなされていなかった。しかし守口市が守口市駅の高架化を前提に再開発計画を立てていたため、翌1973年4月11日付けで萱島駅の設計変更と共に高架化が認可された。また高架工事に伴い移設された仮駅舎は1975年の夏にはほぼ完成していたが、仮駅前のバスターミナルへの進入路の借地交渉が纏まらず約1年間使用できなかった。このため高架化工事が約2年間遅延し、守口市駅下り線（大阪行き）の高架化工事の完成をもって土居駅-寝屋川信号所間の複々線高架化は竣工した。
また守口市駅の京都側には車庫への出入庫線のほかに京阪本線の中央部に引き上げ線が設置され淀屋橋駅 - 守口市駅間の普通が折り返しに使用していたが1980年の3月のダイヤ改正で運転区間が萱島駅まで延長されたため引き上げ線は廃止撤去され、同年6月8日に下り線も高架化され、ようやく淀屋橋駅 - 寝屋川信号所間約14kmが連続立体交差化された。その後も付帯工事が続けられ1982年3月に竣工した。

## 駅構造
2015年8月、駅構内の耐震補強工事が行われ、2016年3月末に終了した。
当駅は3層構造の高架駅であり、改札・コンコースは2階、ホームは3階に位置する。所属の京阪本線は東西に走っている。改札口は東西1ヶ所ずつ設けられ、東改札には京阪百貨店が隣接し、エレベーターが設置されている。
当駅は京阪本線の複々線区間に位置しており、島式2面4線のホームによって、快速急行・準急等の速達列車と普通列車との緩急接続を可能としている。早朝の一部を除いて、内側2線の2・3番線（A線）に快速急行・急行・準急が発着し、外側2線の1・4番線（B線）に区間急行・普通が発着する。ホームはいずれも8両編成の列車が停車可能である。待避可能駅のため、発車メロディも導入されている。
駅構内にはエル守口と呼ばれるショッピングエリア・Plag-in（旧・アンスリー）・ユニクロなどの商業施設が並んでいる（一部は京阪百貨店の店舗）。

### のりば
| 番線 | 路線      | 方向 | 行先                       |
| ---- | --------- | ---- | -------------------------- |
| 1・2 | ■京阪本線 | 上り | 枚方市・三条・出町柳方面   |
| 3・4 | ■京阪本線 | 下り | 京橋・淀屋橋・中之島線方面 |

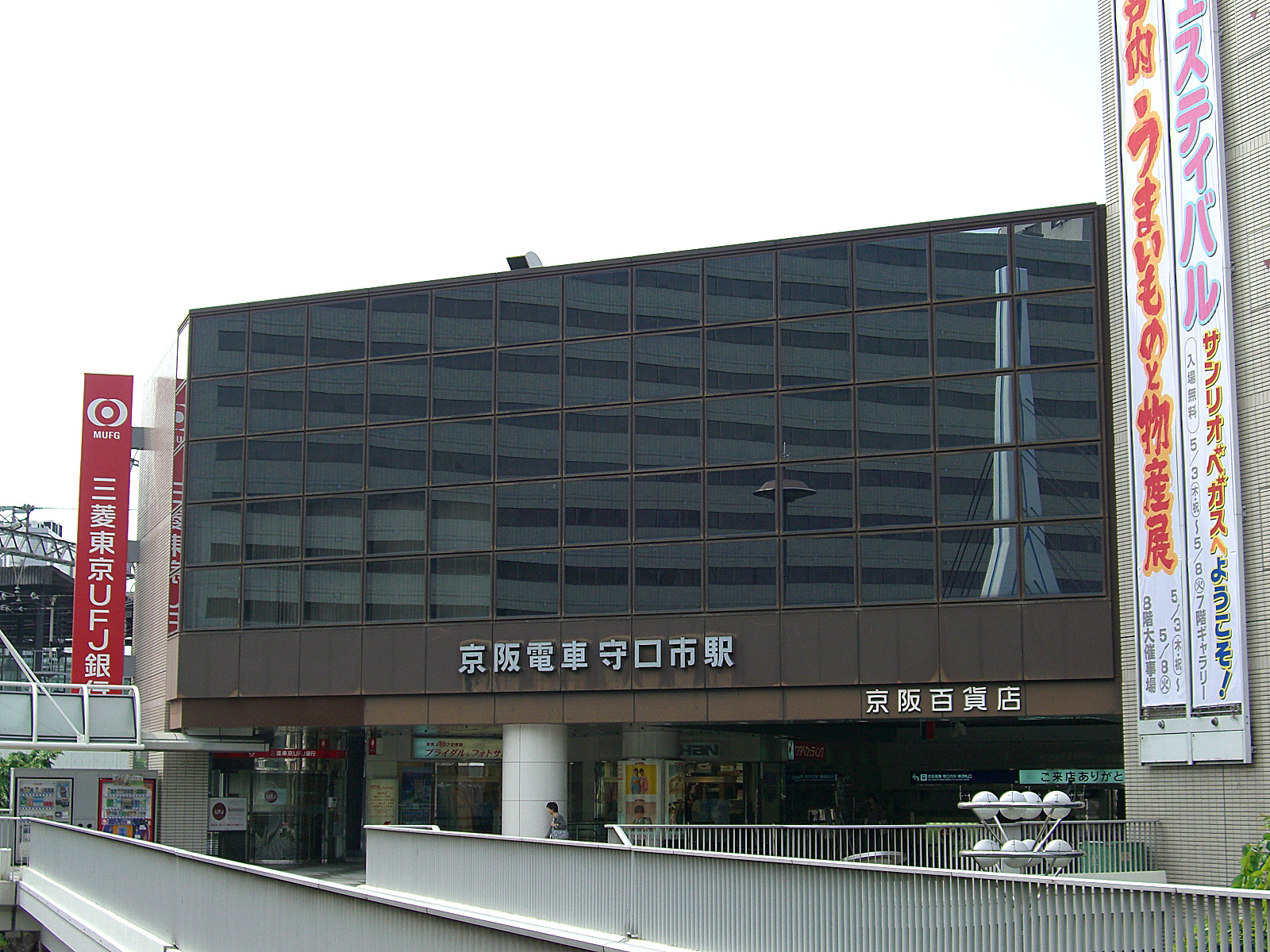
東口（2007年5月）
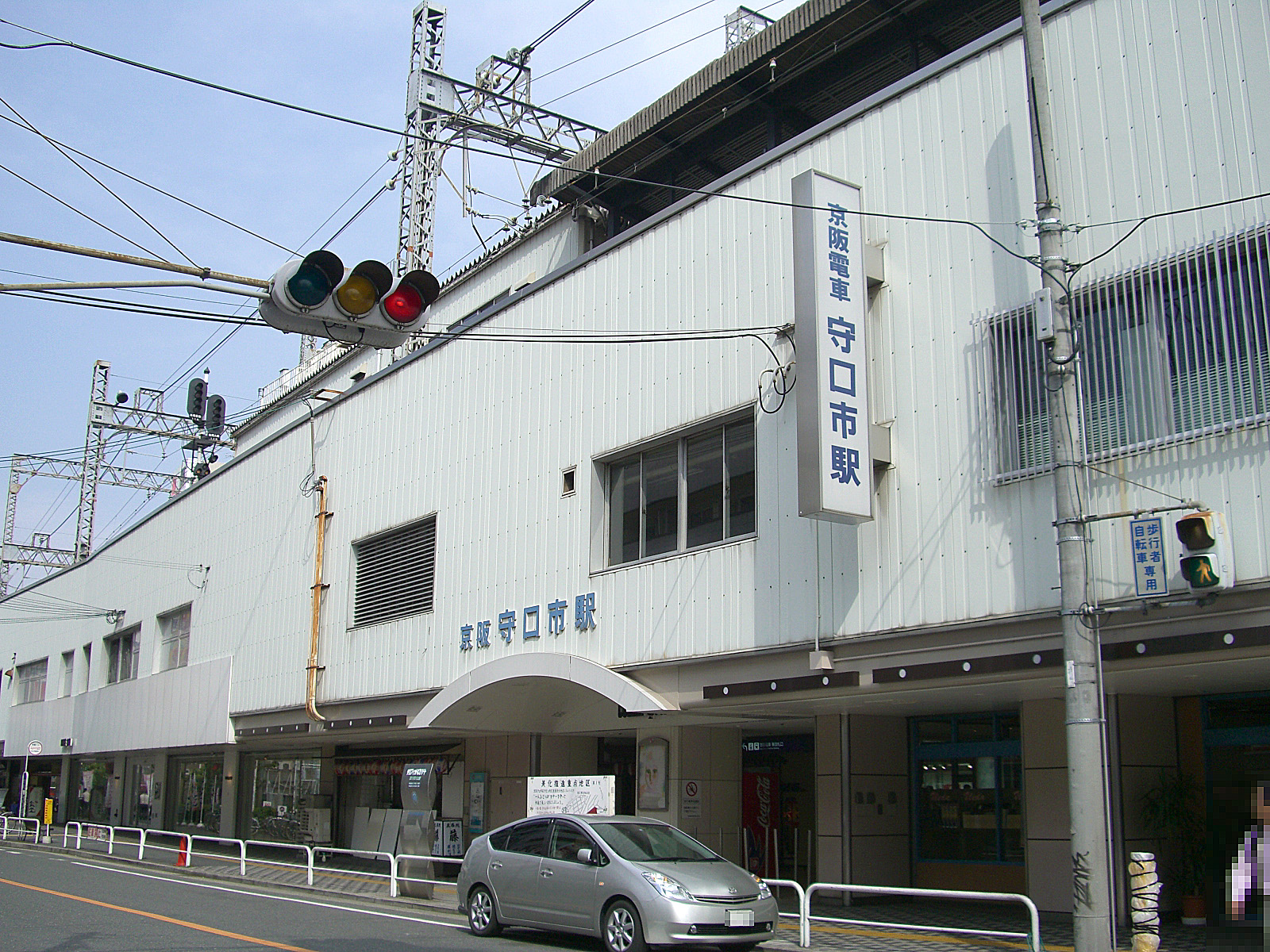
西口（2007年5月）
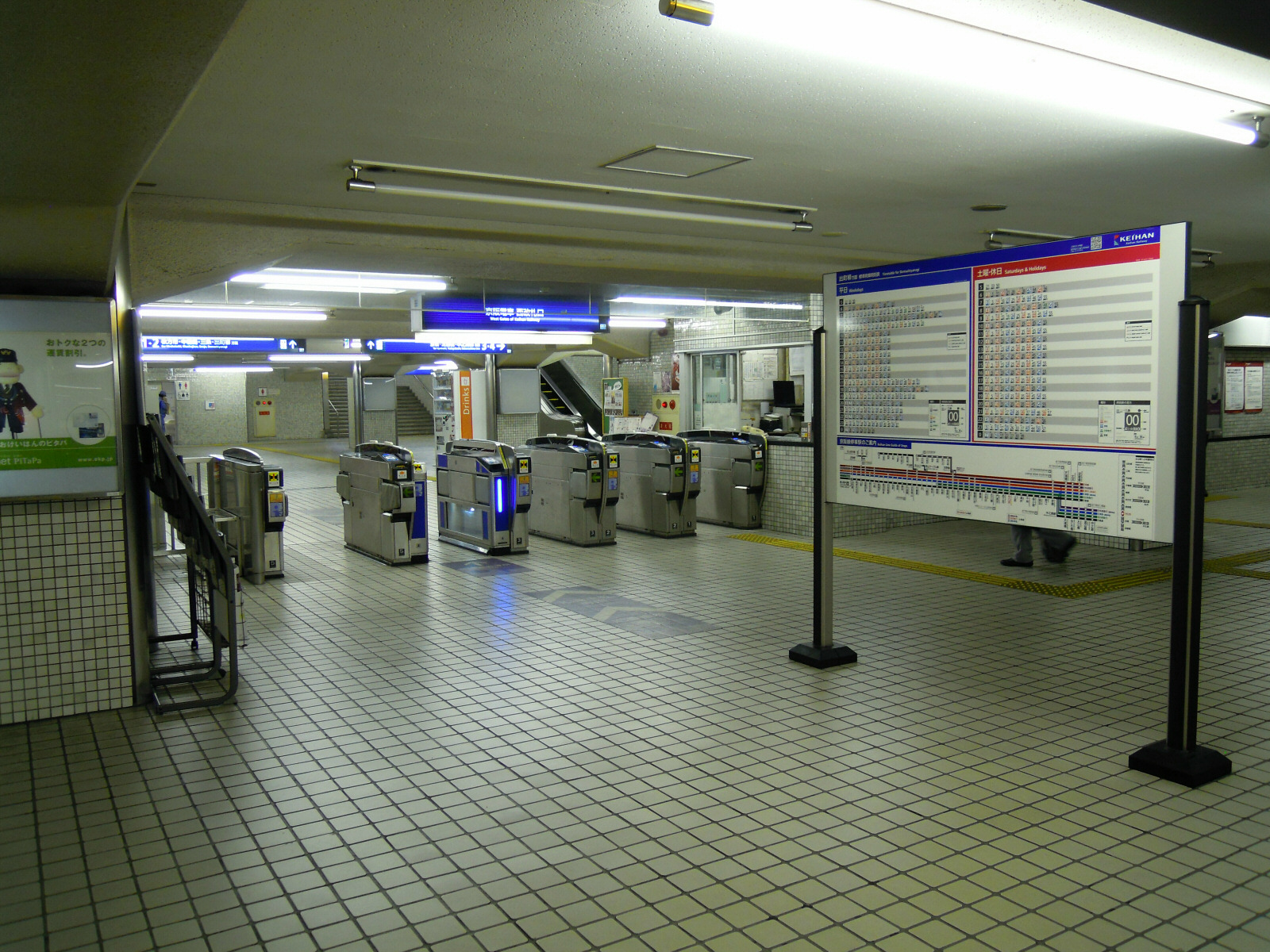
改札口（2012年5月）
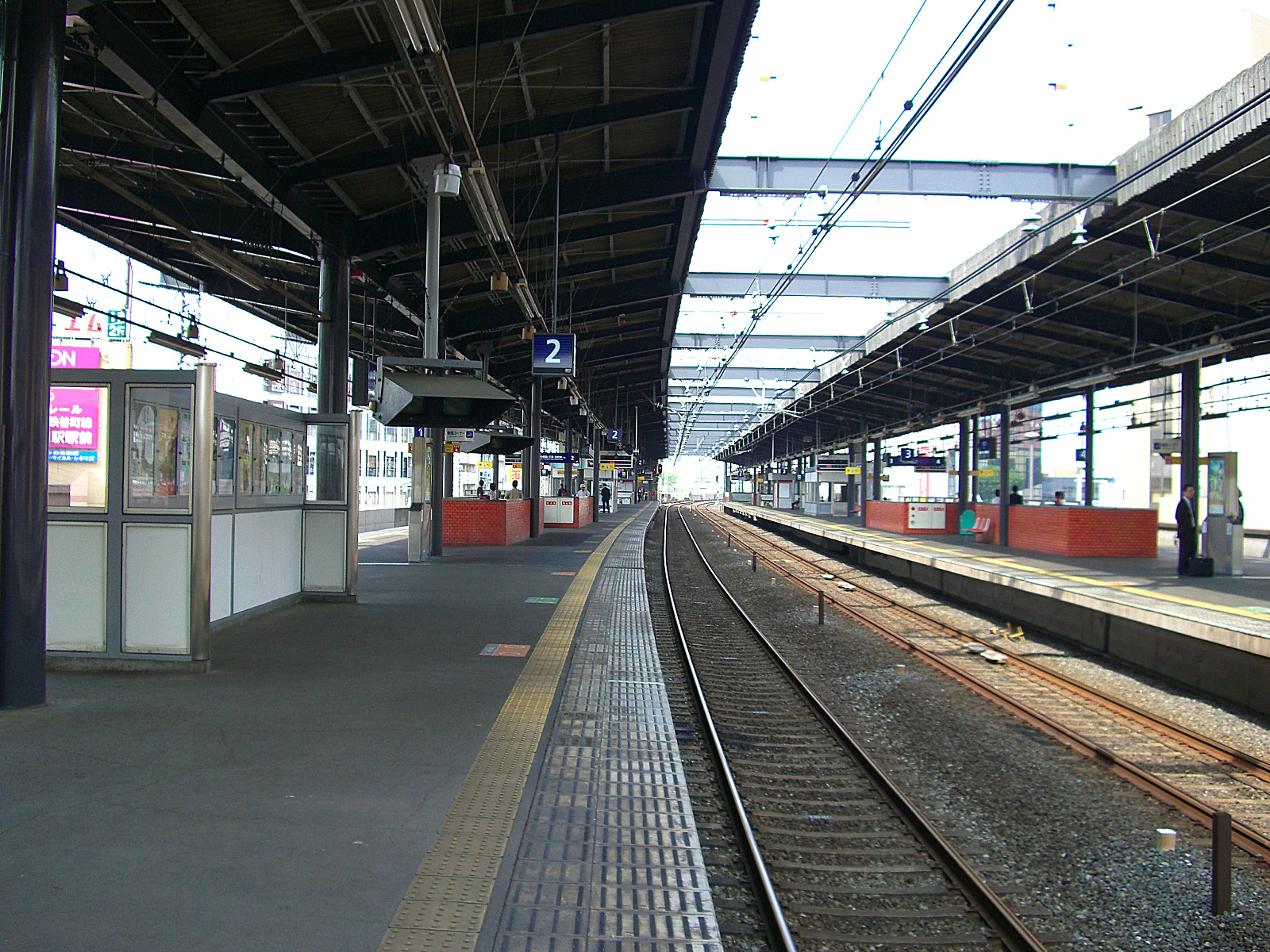
ホーム（2007年5月）
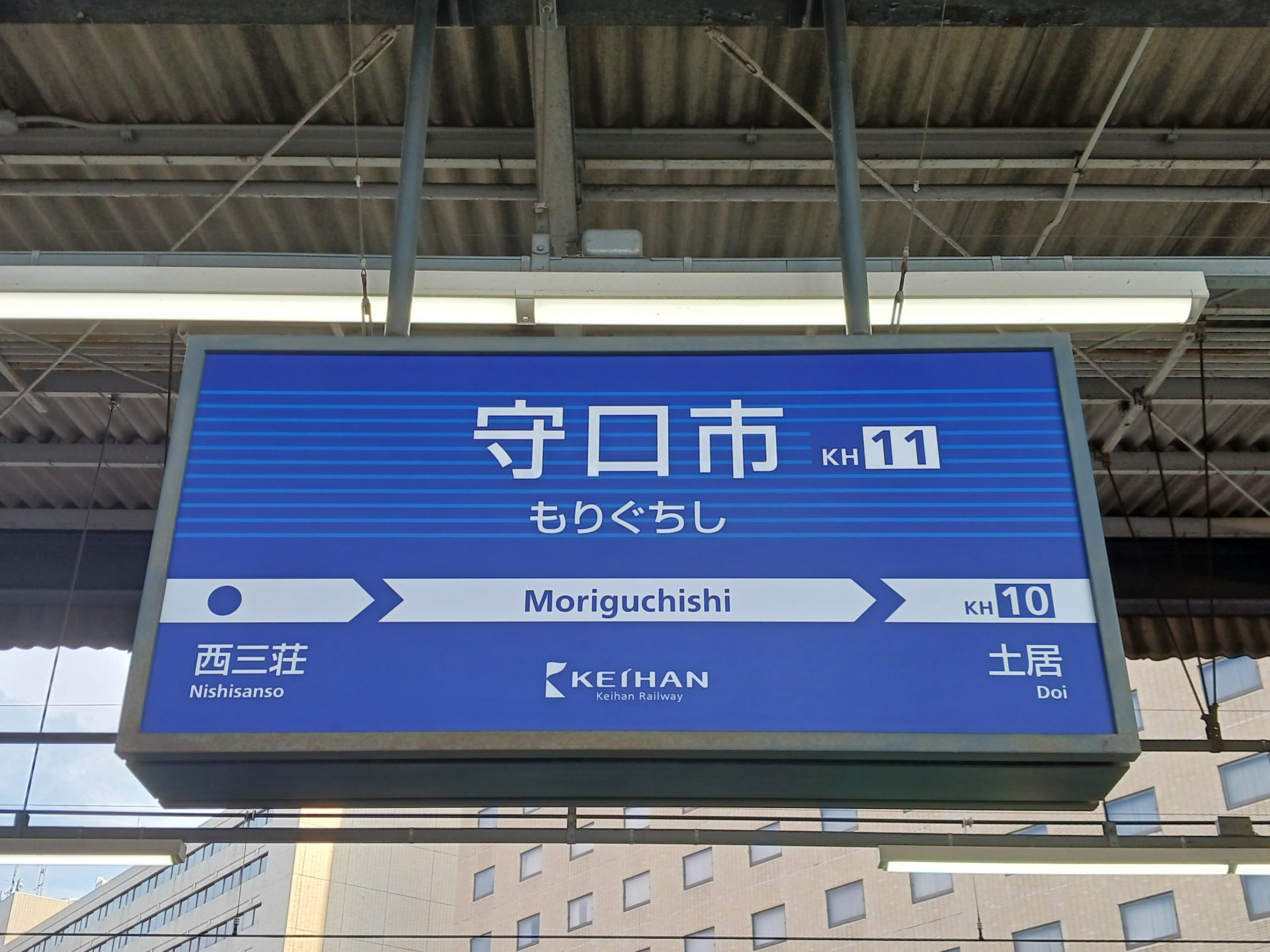
駅名標（2024年8月）

## ダイヤ

### 緩急接続について
平日朝ラッシュピーク時の下りを除き、ほぼ終日に渡って準急と普通の緩急接続を図っている。

### 当駅発着列車について
京都方面から当駅まで運転される最終の普通列車は、当駅が終点である。2016年のダイヤ改定までは、その列車は4番線で夜間滞泊され、翌朝に当駅始発中之島行き普通列車として運転されていたが、同日のダイヤ改定で翌朝の当駅始発中之島行き普通列車が廃止された関係上、到着後に折返し寝屋川信号所まで回送するダイヤに変更されたため、同改定以降夜間滞泊は廃止されている（このため、2番線と3番線間にある京都方の渡り線は毎日使用されることになった）。
この他、早朝には2番線から発車する上り普通が設定されていた（土曜・休日ダイヤのみ）。

### 朝ラッシュ時の当駅通過列車について
平日朝ラッシュ時の下りは快速急行・準急の運転がなく、代わって当駅を通過する通勤快急・通勤準急が運転されている。
そのため同時間帯下りは優等列車が区間急行のみとなり、3番線から発着する列車はない。この区間急行は京橋駅 - 当駅間で急行線を、当駅 - 萱島駅間は各駅に停車するため緩行線を走行する。そのため、当駅の土居方の渡り線で転線を行う。ただし、平日朝ラッシュ時の下りには京橋駅 - 当駅間でも緩行線を走行する区間急行が設定されており、この場合は転線を行わない。
近年は当駅への急行・準急の停車時間帯が拡大傾向にある（現在、当駅を通過する急行は深夜急行、準急は通勤準急に改称され、通勤快急ともども片道のみの設定）。その反面、それらの通過時間のカバーの役割をになっていた区間急行は減少傾向にあったが、2006年4月16日のダイヤ改定で準急に代わって昼間時にも運転されるようになった。しかし、2011年5月28日のダイヤ変更により昼間時の区間急行は消滅した。
2008年10月に設定された快速急行は当駅に停車することになったが、平日朝ラッシュ時下りは代わりに当駅通過となる通勤快急が運転される。

## 利用状況
2022年（令和4年）度のある特定日における1日乗降人員は30,980人（乗車人員：15,887人、降車人員：15,093人）である。
近年の特定日における1日乗降・乗車人員は下表の通りである。
| 年度               | 調査日   | 乗降人員 | 乗車人員 | 出典          |
| ------------------ | -------- | -------- | -------- | ------------- |
| 1990年（平成02年） | 11月06日 | 58,433   | 29,663   | [ 大阪府 1 ]  |
| 1991年（平成03年） | -        | -        | -        | [ 大阪府 2 ]  |
| 1992年（平成04年） | 11月10日 | 60,052   | 30,490   | [ 大阪府 3 ]  |
| 1993年（平成05年） | -        | -        | -        | [ 大阪府 4 ]  |
| 1994年（平成06年） | -        | -        | -        | [ 大阪府 5 ]  |
| 1995年（平成07年） | 11月21日 | 56,902   | 28,492   | [ 大阪府 6 ]  |
| 1996年（平成08年） | -        | -        | -        | [ 大阪府 7 ]  |
| 1997年（平成09年） | -        | -        | -        | [ 大阪府 8 ]  |
| 1998年（平成10年） | 11月10日 | 52,524   | 26,906   | [ 大阪府 9 ]  |
| 1999年（平成11年） | -        | -        | -        | [ 大阪府 10 ] |
| 2000年（平成12年） | 11月07日 | 49,330   | 25,379   | [ 大阪府 11 ] |
| 2001年（平成13年） | -        | -        | -        | [ 大阪府 12 ] |
| 2002年（平成14年） | 12月10日 | 51,103   | 26,348   | [ 大阪府 13 ] |
| 2003年（平成15年） | 10月28日 | 49,553   | 25,127   | [ 大阪府 14 ] |
| 2004年（平成16年） | 11月09日 | 49,564   | 25,431   | [ 大阪府 15 ] |
| 2005年（平成17年） | 11月08日 | 48,349   | 24,765   | [ 大阪府 16 ] |
| 2006年（平成18年） | 11月07日 | 46,733   | 23,910   | [ 大阪府 17 ] |
| 2007年（平成19年） | 11月13日 | 47,556   | 24,465   | [ 大阪府 18 ] |
| 2008年（平成20年） | 11月11日 | 44,910   | 22,864   | [ 大阪府 19 ] |
| 2009年（平成21年） | 11月10日 | 42,724   | 21,722   | [ 大阪府 20 ] |
| 2010年（平成22年） | 11月09日 | 42,332   | 21,819   | [ 大阪府 21 ] |
| 2011年（平成23年） | 11月01日 | 43,152   | 22,106   | [ 大阪府 22 ] |
| 2012年（平成24年） | 10月31日 | 39,684   | 20,397   | [ 大阪府 23 ] |
| 2013年（平成25年） | 11月12日 | 37,765   | 19,350   | [ 大阪府 24 ] |
| 2014年（平成26年） | 11月11日 | 36,778   | 18,797   | [ 大阪府 25 ] |
| 2015年（平成27年） | 11月10日 | 36,577   | 18,728   | [ 大阪府 26 ] |
| 2016年（平成28年） | 11月08日 | 35,378   | 17,947   | [ 大阪府 27 ] |
| 2017年（平成29年） | 11月07日 | 36,451   | 18,601   | [ 大阪府 28 ] |
| 2018年（平成30年） | 11月06日 | 35,524   | 18,104   | [ 大阪府 29 ] |
| 2019年（令和元年） | 11月12日 | 36,161   | 18,511   | [ 大阪府 30 ] |
| 2020年（令和02年） | 11月10日 | 30,520   | 15,523   | [ 大阪府 31 ] |
| 2021年（令和03年） | 11月09日 | 28,798   | 14,550   | [ 大阪府 32 ] |
| 2022年（令和04年） | 11月08日 | 30,980   | 15,887   | [ 大阪府 33 ] |

## 駅周辺
- 京阪百貨店守口店・本社
- 京阪守口ビル[6]
- テルプラザ
  - 西友守口店
- 大枝公園
  - 守口市市民球場
- 守口文化センター - FM HANAKOのスタジオが地下階にある。
- 守口市民体育館
- ホテル・アゴーラ大阪守口（旧 守口プリンスホテル→ロイヤルパインズホテル）
- 関西電力守口変電所
- 京阪電気鉄道守口変電所
- 守口市役所（三洋電機本社があった守口第一ビルを買収・移転した。移転前の市役所も付近にあった）
- 守口郵便局
- 守口大枝郵便局
- 大阪電気通信大学高等学校
- 大阪府立芦間高等学校（旧 大阪府立守口北高等学校）
- 大阪府立淀川工科高等学校（旧 大阪府立淀川工業高等学校）
- 大阪市高速電気軌道（Osaka Metro）谷町線 守口駅 - 直線距離で約260 m。
- 文禄堤（旧京街道）
- 義天寺
- 万代 太子橋店

## バス路線
駅東口ロータリー内に京阪バス（寝屋川営業所）の路線が発着する。停留所名は「京阪守口市駅」。
主に寝屋川市内へ向かう路線が発着しているが、現行ダイヤでは日中は摂南大学行きが1時間に1本乗り入れるのみとなっており、守口市内南部へ向かう路線と合わせてこの時間帯は1時間に2本しかバスが発着しない。
かつては3・4のりばから発着する路線もあったが、運転士不足から2023年度に廃止され、現状では1・2・5のりばのみの使用となっている。
6のりばは関西空港交通・大阪シティバスと共同運行の関西空港行きリムジンバスのりばとなっている。ただし現在は運休中。
駅西口付近には「守口市駅西口」停留所もあり、こちらからは守口南部線の駅ロータリー行きが経由する。
国際花と緑の博覧会（花の万博）開催期間中は、当駅から会場まで京阪バスが多数運行されていた。
| のりば | 路線名       | 系統・行先                             | 備考                                                                 |
| ------ | ------------ | -------------------------------------- | -------------------------------------------------------------------- |
| 1      | 寝屋川守口線 | 1号経路：寝屋川市駅（西口）/寝屋川車庫 | 朝夕のみ運行、最終便は寝屋川車庫止まり。大久保経由                   |
| 1      | 寝屋川守口線 | 9号経路：摂南大学                      | 日中のみ                                                             |
| 2      | 国道線       | 4号経路：寝屋川市駅（西口）            | 朝夕のみ。地下鉄大日南口経由、平日朝ラッシュ時のみ大日駅（広場）通過 |
| 5      | 守口南部線   | 19号経路：鶴見緑地/東郷通              | 最終便は東郷通止まり。その他は日中のみ運行                           |
| 5      | 守口南部線   | 29号経路：南寺方東通循環               | 朝に左回り、夕方以降に右回りの運行                                   |
| 5      | 守口南部線   | 30号経路：世木公園                     | 日中のみ運行                                                         |

## エピソード
- 江戸川乱歩は1924年（大正13年）、当駅から大阪毎日新聞社へ通勤していた。帰宅中に線路沿いの古枕木を使用した柵の向こう側の風景が歩くと次々現れては隠れるのを見て、明智小五郎が初登場する「D坂の殺人事件」の棒縞の浴衣と格子戸のトリックを思いついた[35]。当時乱歩が書斎として使っていた家が、「江戸川乱歩寓居の跡」のプレートを掲げて2010年まで地下鉄守口駅付近に残っていた。
- グリコ・森永事件の犯人グループによる森永製菓脅迫事件の際、1984年9月18日に犯人側は当駅の東口を最終的な現金の受け渡し場所に指定したが、結局犯人は現れなかった[36]。

## 隣の駅
京阪電気鉄道
京阪本線
■快速特急「洛楽」・□ライナー・■特急・■通勤快急・■通勤準急
通過
■快速急行・■急行
京橋駅 (KH04) - 守口市駅 (KH11)  - 寝屋川市駅 (KH17)
■準急
京橋駅 (KH04) - 守口市駅 (KH11) - 萱島駅 (KH16)
■区間急行（当駅から西三荘方の各駅に停車）
京橋駅 (KH04) - 守口市駅 (KH11)  - 西三荘駅 (KH12)
■普通
土居駅 (KH10) - 守口市駅 (KH11) - 西三荘駅 (KH12)
- 括弧内は駅番号を示す。

### 記事本文

### 利用状況
1. ↑  大阪府統計年鑑 - 大阪府

#### 大阪府統計年鑑
1. ↑  大阪府統計年鑑（平成3年） (PDF)
2. ↑  大阪府統計年鑑（平成4年） (PDF)
3. ↑  大阪府統計年鑑（平成5年） (PDF)
4. ↑  大阪府統計年鑑（平成6年） (PDF)
5. ↑  大阪府統計年鑑（平成7年） (PDF)
6. ↑  大阪府統計年鑑（平成8年） (PDF)
7. ↑  大阪府統計年鑑（平成9年） (PDF)
8. ↑  大阪府統計年鑑（平成10年） (PDF)
9. ↑  大阪府統計年鑑（平成11年） (PDF)
10. ↑  大阪府統計年鑑（平成12年） (PDF)
11. ↑  大阪府統計年鑑（平成13年） (PDF)
12. ↑  大阪府統計年鑑（平成14年） (PDF)
13. ↑  大阪府統計年鑑（平成15年） (PDF)
14. ↑  大阪府統計年鑑（平成16年） (PDF)
15. ↑  大阪府統計年鑑（平成17年） (PDF)
16. ↑  大阪府統計年鑑（平成18年） (PDF)
17. ↑  大阪府統計年鑑（平成19年） (PDF)
18. ↑  大阪府統計年鑑（平成20年） (PDF)
19. ↑  大阪府統計年鑑（平成21年） (PDF)
20. ↑  大阪府統計年鑑（平成22年） (PDF)
21. ↑  大阪府統計年鑑（平成23年） (PDF)
22. ↑  大阪府統計年鑑（平成24年） (PDF)
23. ↑  大阪府統計年鑑（平成25年） (PDF)
24. ↑  大阪府統計年鑑（平成26年） (PDF)
25. ↑  大阪府統計年鑑（平成27年） (PDF)
26. ↑  大阪府統計年鑑（平成28年） (PDF)
27. ↑  大阪府統計年鑑（平成29年） (PDF)
28. ↑  大阪府統計年鑑（平成30年） (PDF)
29. ↑  大阪府統計年鑑（令和元年） (PDF)
30. ↑  大阪府統計年鑑（令和2年） (PDF)
31. ↑  大阪府統計年鑑（令和3年） (PDF)
32. ↑  大阪府統計年鑑（令和4年） (PDF)
33. ↑  大阪府統計年鑑（令和5年） (PDF)